# 竹北市

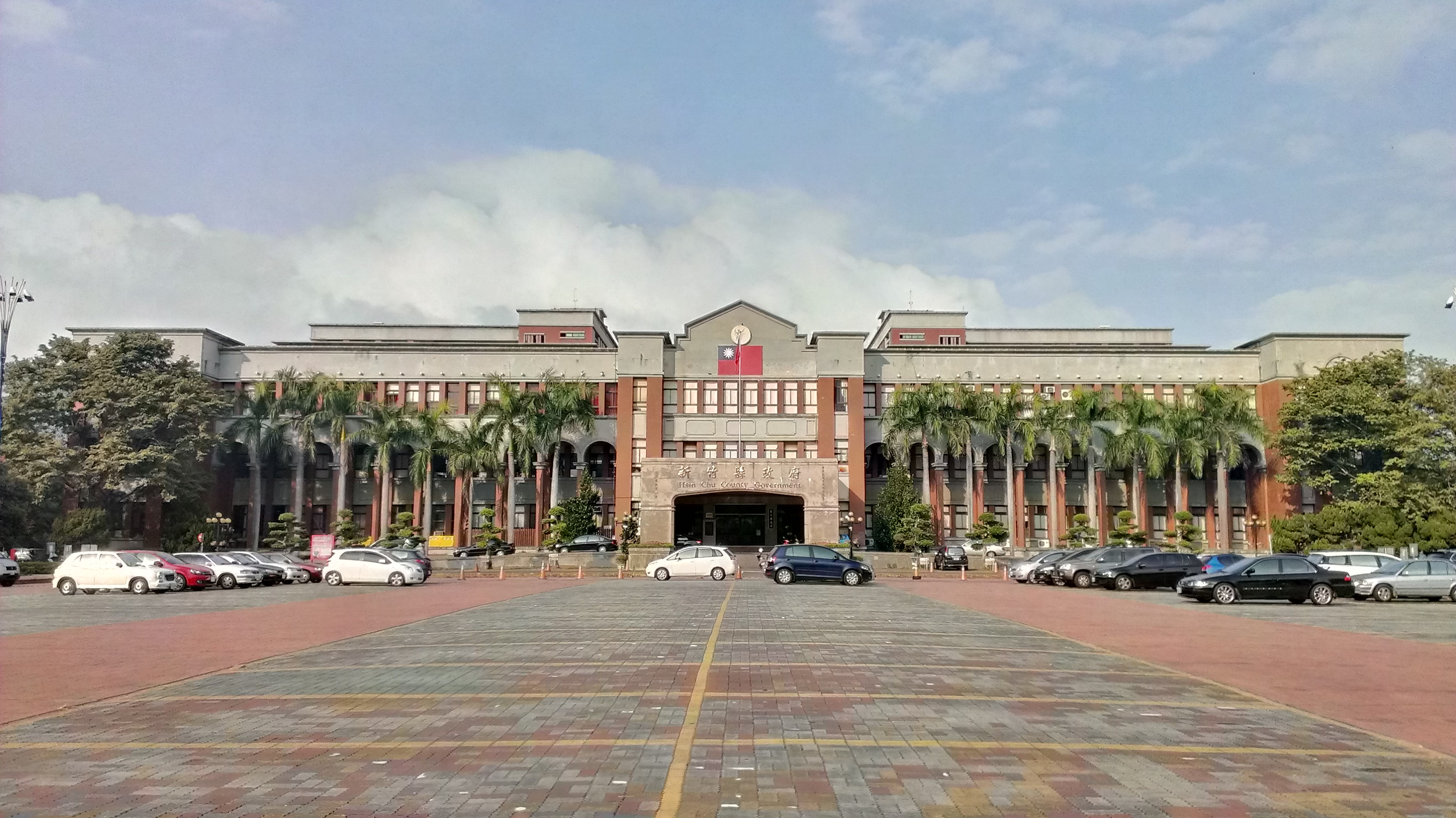
新竹県庁舎

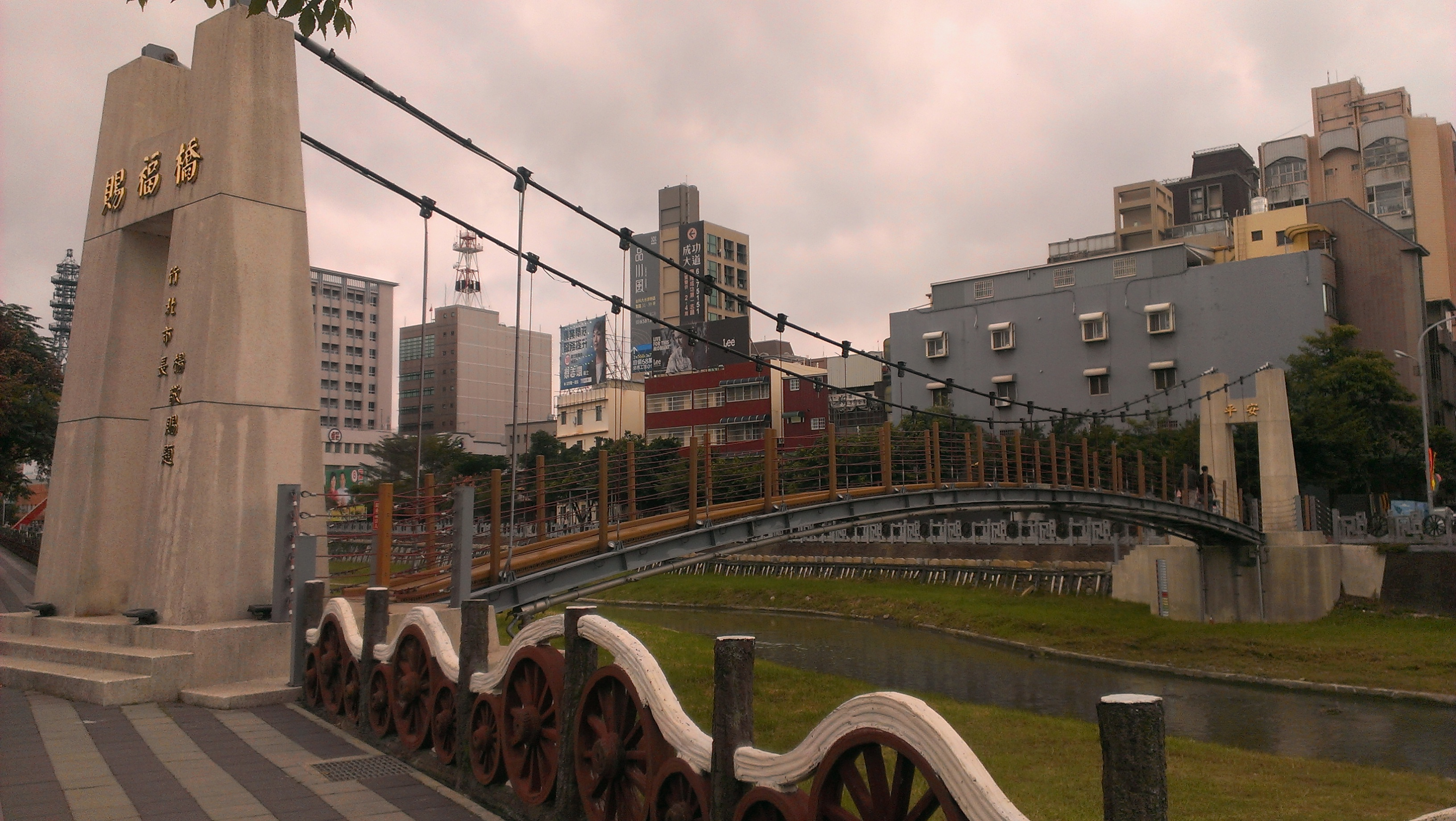
豆子埔渓に架かる賜福橋

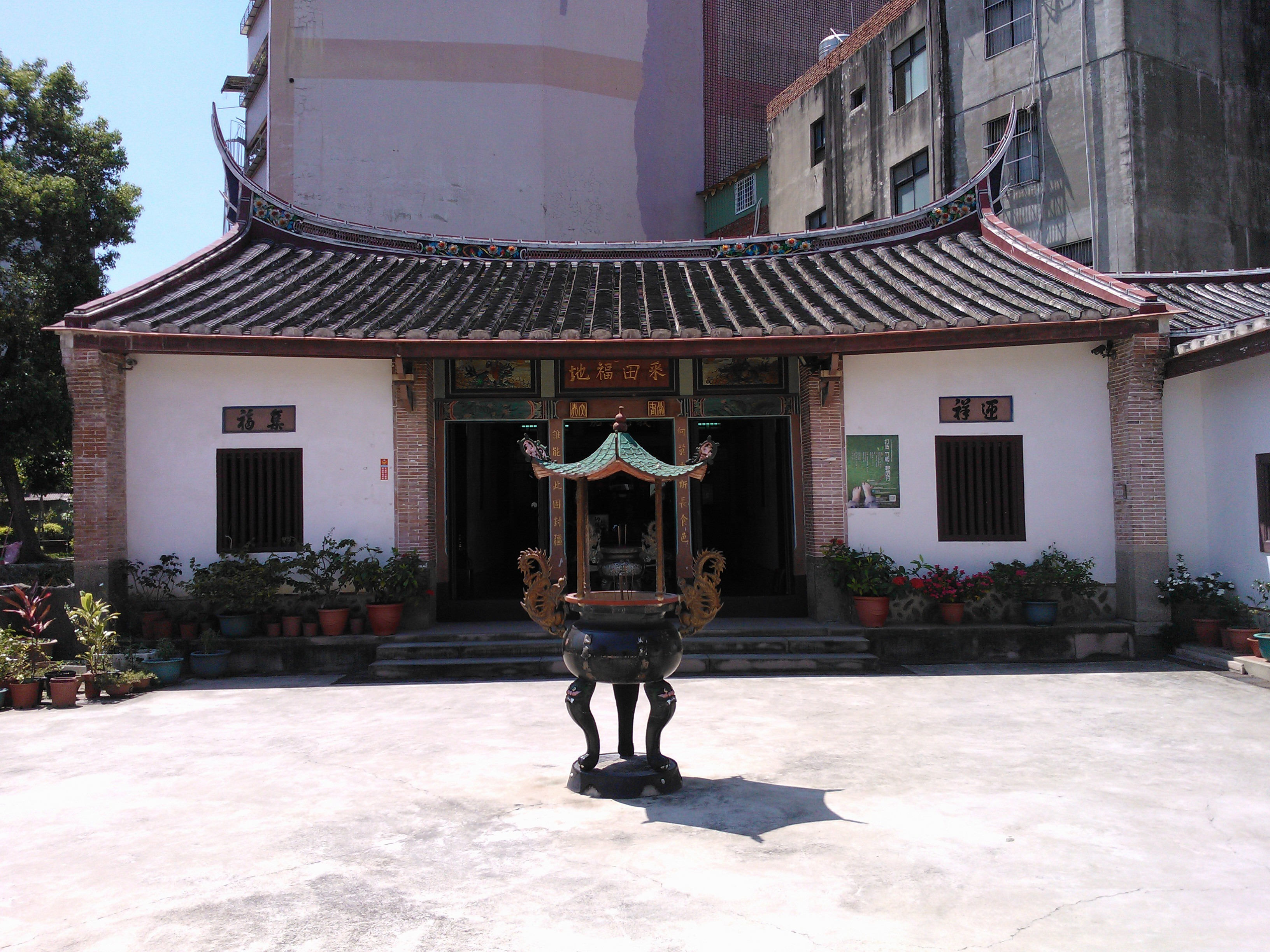
采田福地

竹北市（ジューベイ/ちくほく-し）は、中華民国台湾省北西部の市。新竹県の県轄市で、新竹県政府の所在地である。

## 地理
頭前渓の北側に広がる竹北市は、東西約13.5km、南北約12.5kmの三角形となっている。犁頭山が東南に、鳳鼻尾山が西北にある以外は、新竹平原に属する平坦な地域であり、その中を頭前渓及び鳳山渓が東西に流れ、台湾海峡に注いでいる。平均気温は25℃から30℃の間であり、温暖湿潤気候に分類される。年間降水量は1500mm - 1800mmであり、季節風の影響を強く受ける気候となっている。

## 歴史
竹北市は以前は荒埔に属する竹塹埔の一部であり、原住民の狩猟地であった。1737年（清乾隆2年）、晋江より入植者が入り、「霧崙毛毛」、後に「六張犁」と称された。1749年（乾隆14年）、新竹旧社の竹塹社が新社へと移転し、馬麟厝・北勢仔・麻園・蕃仔坡・紅毛田・豆子埔などの地域が開発された。また海岸地帯は1725年（雍正3年）に李尚なる人物により后湖・田九厝・車路頭などが開発された。1731年（雍正9年）、永春の郭奕栄が山脚・下山脚・山辺を、同安の范善成が竹囲仔などを続々と開発し、日本統治時代の1901年（明治34年）には19の集落が存在するに至った。
1920年11月1日、新竹に州制度が施行され、竹北市地域は「旧港庄」と「六家庄」と改められ、新竹郡の管轄となった。1941年10月1日、工業都市として新竹市を開発する必要から頭前渓を境界とする行政区再編が行われ、同時に「竹北庄」と改称された。竹北庄はこの地方の中心地となり、庄役場も旧港庄より、現在の市公所の位置に移転し斗崙・鹿場・六家・芒頭埔・隘口・東海窟・十興・安渓寮・竹北一・竹北二・竹北三堡・新社一・新社二・蕃仔坡・麻園・渓州・白地粉・新庄仔・旧港・魚寮・大眉・松柏林・猫児錠一・猫児錠二・猫児錠三の25堡を管轄するに至った。
第二次世界大戦後の1946年1月26日、「竹北庄」は新竹県管轄下の「竹北郷」と改められ、斗崙・鹿場・東平・中興・隘口・東海・十興・竹北・竹仁・竹義・蕃坡・新社・新国・聯興・麻園・渓州・白地・新庄・旧港・新港・大眉・大義・尚義・崇義の24村を管轄することとなった。1953年4月1日、旧港村が新竹市に編入され、同時に村整理が行われ23村管轄となった。1982年7月1日、旧新竹県が管轄していた新竹市および香山郷が合併し、省轄市（現在の市）の新竹市となり、県政府が竹北市斗崙里と移転した。1988年10月31日、県轄市の竹北市に昇格し、現在に至っている。

## 経済

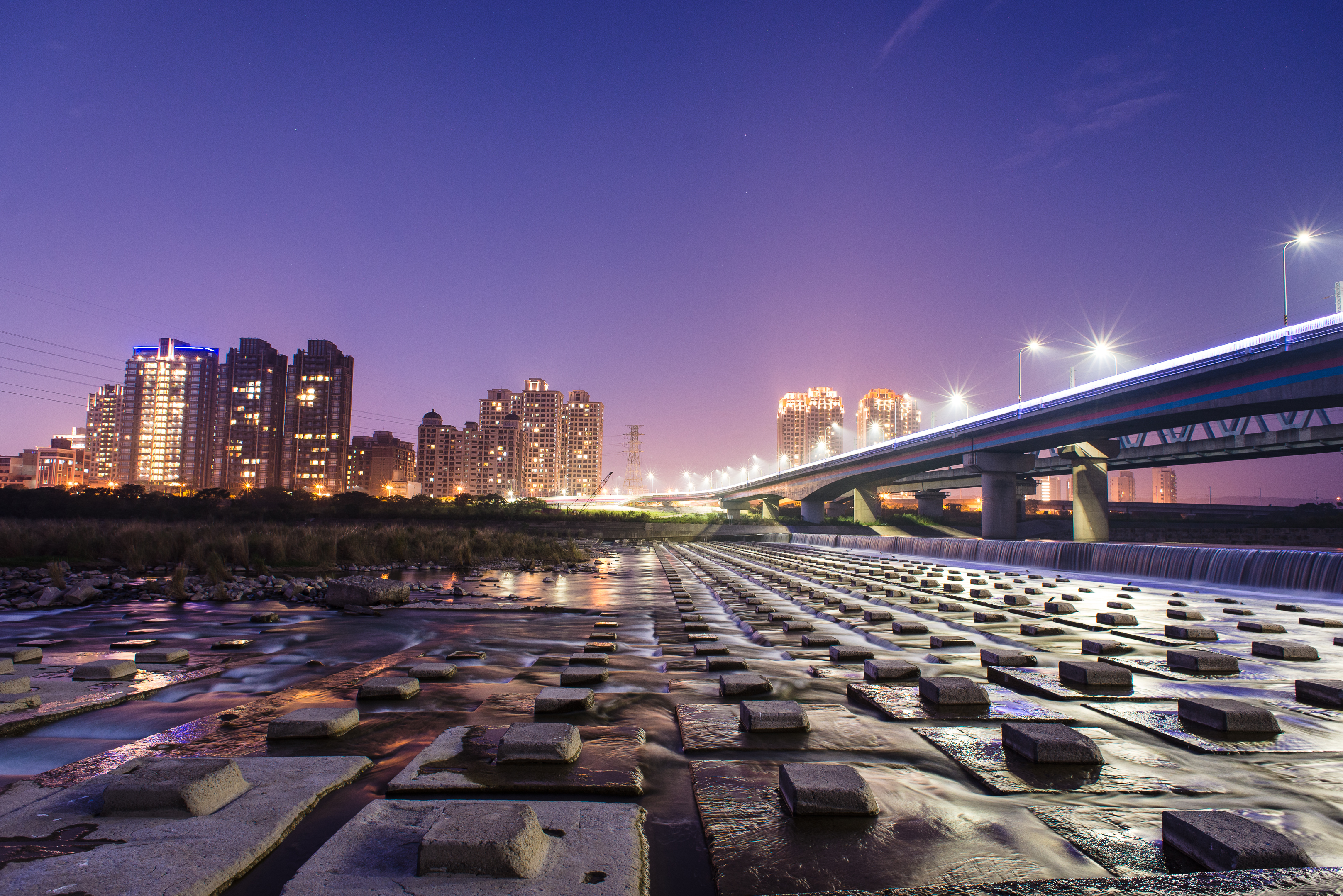
竹北の高層ビル

## 行政区
| 里 |
| --- |
| 十興里、大眉里、大義里、中興里、文化里、斗崙里、北崙里、北興里、白地里、竹仁里、竹北里、竹義里、尚義里、東平里、東海里、東興里、泰和里、崇義里、鹿場里、麻園里、新社里、新国里、新崙里、新港里、新庄里、渓州里、隘口里、福徳里、聯興里、興安里 |

## 歴代市長
| 代 | 氏名   | 任期                          |
| -- | ------ | ----------------------------- |
| 1  | 曾清江 | 1986年3月1日–1990年2月28日    |
| 2  | 陳煙標 | 1990年3月1日–1994年2月28日    |
| 3  | 陳煙標 | 1994年3月1日–1998年2月28日    |
| 4  | 葉芳雄 | 1998年3月1日–2002年2月28日    |
| 5  | 葉芳雄 | 2002年3月1日–2006年2月28日    |
| 6  | 楊敬賜 | 2006年3月1日–2010年2月28日    |
| 7  | 楊敬賜 | 2010年3月1日–2014年2月28日    |
| 8  | 何淦銘 | 2014年3月1日–2018年12月25日   |
| 9  | 何淦銘 | 2018年12月25日–2022年12月25日 |
| 10 | 鄭朝方 | 2022年12月25日–               |

## 教育

### 高級中学
- 国立竹北高級中学
- 新竹県立六家高級中学(中学と)
- 義民高級中学

### 国民中学
- 新竹県立竹北国民中学
- 新竹県立鳳岡国民中学
- 新竹県立博愛国民中学
- 新竹県立仁愛国民中学
- 新竹県立成功国民中学
- 新竹県立東興国民中学

### 国民小学
| - 新竹県立竹仁国民小学 - 新竹県立竹北国民小学 - 新竹県立中正国民小学 - 新竹県立新社国民小学 | - 新竹県立六家国民小学 - 新竹県立東海国民小学 - 新竹県立豊田国民小学 - 新竹県立麻園国民小学 | - 新竹県立新港国民小学 - 新竹県立鳳岡国民小学 - 新竹県立博愛国民小学 - 新竹県立光明国民小学 | - 新竹県立十興国民小学 - 新竹県立興隆国民小学 - 新竹県立東興国民小学 - 新竹県立安興国民小学 |

## 交通

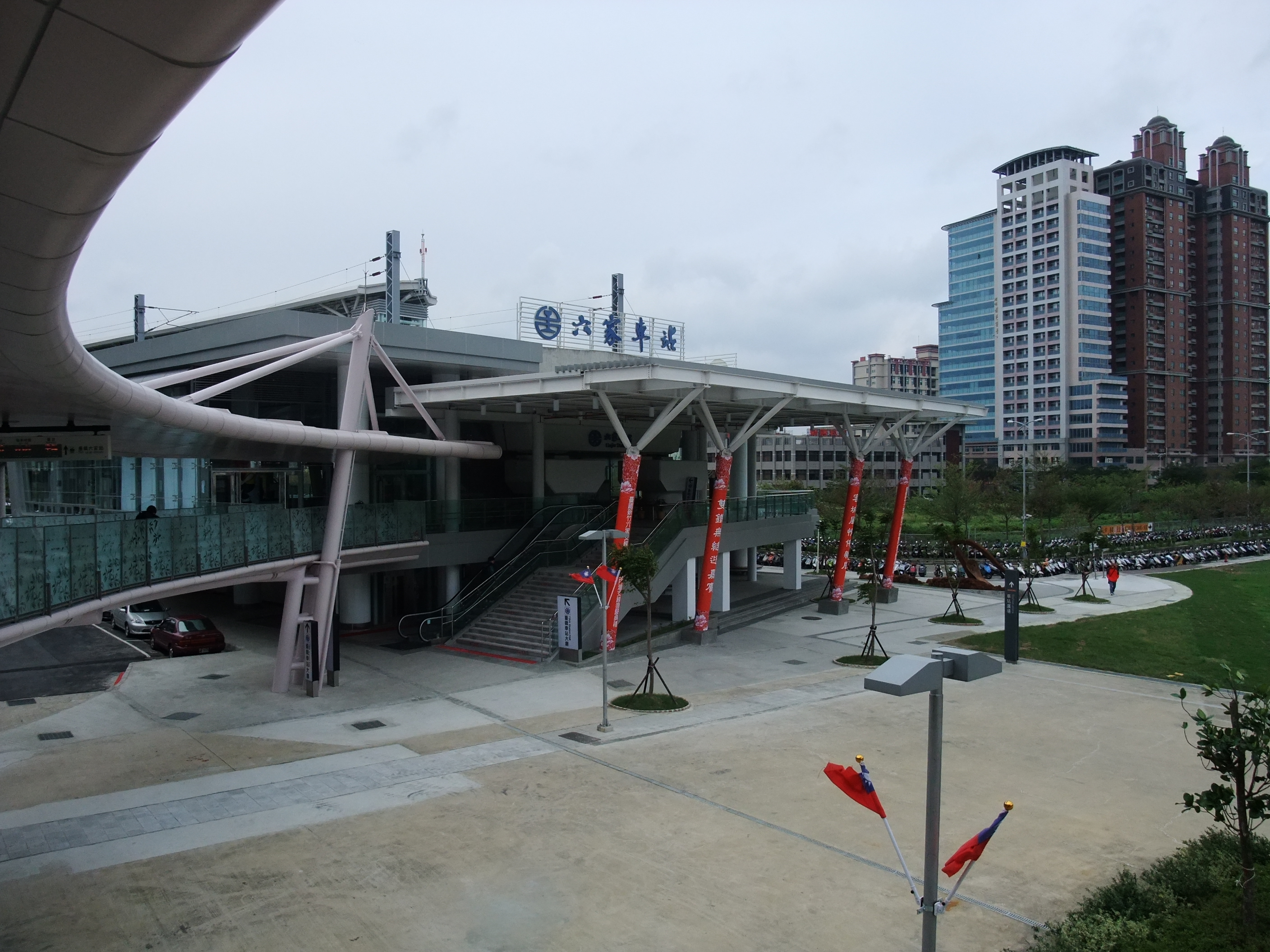
六家駅

| 種別     | 路線名称     | その他 |
| -------- | ------------ | ------ |
| 鉄道     | 縦貫線       | 竹北駅 |
| 鉄道     | 六家線       | 六家駅 |
| 鉄道     | 台湾高速鉄道 | 新竹駅 |
| 高速道路 | 高速道路1号  | 竹北IC |
| 省道     | 台1線        |        |
| 省道     | 台15線       |        |

## 観光
- 竹北夜市（中国語版）
- 采田福地（中国語版）